# بطولة كأس الاتحاد الآسيوي للأندية للسيدات 1999
بطولة الأندية الآسيوية للكرة الطائرة للسيدات 1999 هي النسخة الافتتاحية لأول بطولة قارية للأندية في كرة الطائرة النسائية تُقام تحت مظلة الاتحاد الآسيوي. استضافت مدينة أوبون راتشاثاني التايلاندية منافسات هذه البطولة.

## الترتيب النهائي
| المركز | الفريق         |
| ------ | -------------- |
| الأول  | إل جي كالتكس   |
| الثاني | إيرو تاي       |
| الثالث | شنغهاي         |
| 4      | ألما دينامو    |
| 5      | تويوبو أوركيس  |
| 6      | تايبيه الصينية |

## الجوائز
- أفضل لاعبة:

 بارك سو جيونغ
- أفضل مُعِدّة:

 كيم غاي هيون
- أفضل ضاربة:

 تشانغ يون هي